# Eupherusa
Eupherusa is een geslacht van vogels uit de familie kolibries (Trochilidae) en de geslachtengroep Trochilini (briljantkolibries).

## Soorten
Het geslacht kent de volgende soorten:
- Eupherusa cyanophrys  – Oaxacakolibrie
- Eupherusa eximia  – Streepstaartkolibrie
- Eupherusa nigriventris  – Zwartbuikkolibrie
- Eupherusa poliocerca  – Witstaartkolibrie
- Eupherusa ridgwayi  – Mexicaanse bosnimf